# Johnny de Janeiro
Albums de Sadek
Vulgaire, violent et ravi d'être là
(2017) Aimons-nous vivants
(2021)
Johnny de Janeiro est le quatrième album de Sadek sorti le 28 septembre 2018.

## Liste des pistes
| No  | Titre                               | Durée |
| --- | ----------------------------------- | ----- |
| 1.  | JDJ                                 | 3:01  |
| 2.  | Bep bep                             | 2:52  |
| 3.  | Des doigts (avec MC Bin Laden)      | 3:06  |
| 4.  | Tetriste                            | 2:38  |
| 5.  | Ariva (avec MHD)                    | 2:37  |
| 6.  | Kameha                              | 3:29  |
| 7.  | Dadinho                             | 2:33  |
| 8.  | Zepek                               | 3:11  |
| 9.  | Encore (avec Sofiane)               | 2:45  |
| 10. | Somnambule                          | 3:39  |
| 11. | En l'air                            | 3:11  |
| 12. | Stahraf (avec Heuss l'Enfoiré & YL) | 4:17  |
| 13. | Tentacíon                           | 3:32  |
| 14. | Khabat (avec OhMonDieuSalva)        | 3:18  |
| 15. | Tout pour elle                      | 2:25  |
| 16. | Sheriff                             | 2:56  |

## Clips vidéos
- Bep bep : 29 juin 2018
- Tentacíon : 29 août 2018
- JDJ : 19 septembre 2018
- Kameha : 28 septembre 2018
- Encore (avec Sofiane) : 26 octobre 2018
- Zepek : 21 décembre 2018

## Accueil commercial
L'album s'écoule à 6 805 exemplaires la semaine de sa sortie.